# São Vicente di Longe
Albums de Cesária Évora
Café Atlantico
(1999) Voz d'Amor
(2003)
 São Vicente di Longe est le huitième album de la chanteuse de morna et de coladeira cap-verdienne Cesária Évora, sorti en 2001. 

## Historique

### Enregistrement et production
Dix morceaux sont enregistrés au studio Abdala de La Havane (Cuba), par Stéphane Caisson assisté de Carlos Raul et Lexter Fonseca : São Vicente Di Longe, Sabôr de Pecado, Dor di Amor, Nutridinha, Esperança Irisada, Ponta de Fi, Linda Mimosa, Negue, Fada et Pic Nic Na Salamansa,.
Quatre morceaux sont par ailleurs enregistrés au studio Do Soul à Paris (France), par Jean-Pierre Pollet assisté de Gérard Noël-Pierre : Homem Na Meio Di' Homem, Tiempo Y Silencio, Crepuscular Solidão et Bondade E Maldade,.
Enfin, le morceau Regresso est enregistré au studio Mega à Rio de Janeiro (Brésil), par Ronaldo Lima assisté de Marco Hoffer,.
L'album est pré-produit par Fernando Andrade (dit Nando) et produit par José da Silva pour Lusafrica,. La production exécutive à Cuba est assurée par Eugenia Guerreiro.
Le mixage est effectué en décembre 2000 au studio Plus XXX à Paris, par Stéphane Caisson et José da Silva, assistés de Sylvain Carpentier et Jean-Paul Gounod, et la mastérisation (ou matriçage) par André Perriat au studio Top Master, également à Paris,.

### Publication
L'album sort en CD en 2001 sur le label Windham Hill Records aux États-Unis, sur le label Lusafrica  en France et en Europe et sur le label BMG au Canada, au Brésil, au Royaume-Uni et en Russie.
Le design de la pochette est l'œuvre de Laurent Barbarand (Objectif Lune), la photo de couverture est de Claude Gassian et les photographies qui ornent le livret sont d'Éric Mulet.

## Accueil

### Accueil critique
Le site AllMusic attribue 4 étoiles à l'album São Vicente di Longe.
Le critique Jose F. Promis d'AllMusic estime que « Cesária Évora, que l'on a parfois qualifiée de nouvelle Édith Piaf, signe un nouvel album magistral avec son premier album du nouveau millénaire, São Vicente. Cet album compte plusieurs invités de premier ordre, dont Pedro Guerra, Caetano Veloso, Chucho Valdes et la superstar du blues nord-américain Bonnie Raitt (qui, comme toujours, livre une performance remarquable), mais aucun ne prend la place de Cesaria. C'est un album qui, même lorsqu'il est ensoleillé et jubilatoire, a toujours un thème sous-jacent de tristesse illimitée, mais en fin de compte, la musique est une pure joie pour l'oreille et l'esprit ».

### Nomination
L'album fait partie des 6 albums de Cesária Évora à avoir fait l'objet d'une nomination au Grammy Award dans la catégorie « Meilleur album de musique du monde contemporaine » :
- 1996 : Cesária
- 1998 : Cabo Verde
- 1999 : Miss Perfumado
- 2000 : Café Atlantico
- 2002 : São Vicente di Longe
- 2004 : Voz d'Amor

Mais seul Voz d'Amor a remporté le Grammy Award.

## Liste des morceaux
L'album comprend les quinze morceaux ci-dessous, :
| 1.    | São Vicente Di Longe    | Leia de Maninha                               | 4:15 |
| 2.    | Homem Na Meio Di' Homem | Gérard Dahan / Teófilo Chantre                | 4:36 |
| 3.    | Tiempo y Silencio       | Pedro Guerra / Luis Pastor                    | 3:17 |
| 4.    | Sabôr de Pecado         | Manuel de Novas                               | 4:40 |
| 5.    | Dor di Amor             | Mario Lucio                                   | 4:32 |
| 6.    | Nutridinha              | Gregorio Gonçalves                            | 3:09 |
| 7.    | Regresso                | José Agostinho / Amilcar Cabral               | 3:57 |
| 8.    | Esperança Irisada       | Gérard Dahan / Koza Belleli / Teófilo Chantre | 4:27 |
| 9.    | Ponta de Fi             | Arturo Silva / Cesária Évora                  | 3:55 |
| 10.   | Crepuscular Solidão     | Teófilo Chantre                               | 5:30 |
| 11.   | Linda Mimosa            | Teófilo Chantre / Germán Pedro Ibáñez         | 3:45 |
| 12.   | Negue                   | Adelino Moreira / Enzo de Almeida Passos      | 3:45 |
| 13.   | Bondade e Maldade       | Teófilo Chantre                               | 4:59 |
| 14.   | Fada                    | B. Leza                                       | 4:58 |
| 15.   | Pic Nic Na Salamansa    | Gregorio Gonçalves                            | 3:55 |
| 64:17 |                         |                                               |      |

Tiempo y Silencio est chanté avec Pedro Guerra, Regresso avec Caetano Veloso et Negue avec Chucho Valdès. Quant au morceau Linda Mimosa, il est accompagné par Orquesta Aragon.
Certaines éditions présentent une deuxième version de Crepuscular Solidão, chantée en duo avec la chanteuse et guitariste américaine de blues Bonnie Raitt, ainsi que le morceau Lagrimas Negras chanté en duo avec le guitariste et chanteur cubain Compay Segundo, alors âgé de 93 ans.

## Musiciens
- Cesária Évora : chant
- Fernando Andrade (Nando) : direction de l'orchestre, piano
- Antonio Alves : cavaquinho, chœurs
- Aderillo Gonçalves : guitare
- Virgilio Julio Duarte : guitare basse acoustique
- Carlos Monteiro : batterie, percussions, chœurs
- Antonio Domingos Gomes Fernandes : saxophone, percussions, chœurs